# Robert Kampka
Robert Kampka (Görlitz, 21 febbraio 1982) è un arbitro di calcio tedesco.

## Carriera arbitrale
Kampka dirige per la Federcalcio tedesca dal 2003 e ha arbitrato nella Regionalliga a partire dal 2004. Nel 2008 è stato promosso al 3. Liga e nel 2010 è passato in 2. Bundesliga. Nell'estate del 2016 Kampka è stato uno dei quattro arbitri promossi ad arbitrare in Bundesliga.
Il 15 aprile 2005 Kampka è stato l'arbitro di una partita della 3. Liga tra lo Jahn Regensburg e il 1899 Hoffenheim. A causa dello scandalo delle scommesse calcistiche del 2005, è stato istituito un sistema di allarme rapido per rilevare possibili manomissioni. Il sistema, creato da Betradar, è stato progettato per rilevare quote di scommessa insolite per le partite. Betradar ha quindi informato la DFB.

## Vita privata
Kampka vive a Magonza, dove esercita la professione di medico militare.